# 今藤霧子
今藤 霧子（いまふじ きりこ、 1983年12月27日 - ）は、日本のAV女優。カプセルエージェンシー所属。

## 略歴・人物
東京都出身。趣味はヨガ・英会話。
2015年12月3日、グローリークエストから「高飛車オンナに肉棒制裁 今藤霧子」でAV女優デビュー

### アダルトDVD
201５年
- 高飛車オンナに肉棒制裁 今藤霧子（12月3日、グローリークエスト）